# Niek van der Velden
Niek van der Velden (* 28. Mai 2000 in Nispen) ist ein niederländischer Snowboarder. Er startet in den Disziplinen Slopestyle und Big Air.

## Werdegang
Van der Velden startete im November 2013 in Landgraaf erstmals im Europacup und belegte dabei den 18. Platz im Slopestyle. In den Jahren 2014 und 2015 siegte er jeweils im Slopestyle beim Europacup in Landgraaf. Bei den Snowboard-Juniorenweltmeisterschaften 2016 auf der Seiser Alm wurde er Achter im Slopestyle und Siebter im Big Air. Im November 2016 absolvierte er in Pyeongchang seinen ersten Weltcup, den er auf dem 20. Platz im Big Air beendete. Bei den Snowboard-Weltmeisterschaften 2017 in Sierra Nevada kam er auf den 53. Platz im Big Air und auf den 44. Rang im Slopestyle. Ende August 2018 holte er bei den Juniorenweltmeisterschaften in Cardrona die Silbermedaille im Slopestyle. Zudem errang er dort auf den zehnten Platz im  Big Air. In der Saison 2018/19 kam er bei acht Weltcupstarts, sechsmal unter den ersten Zehn und erreichte damit den neunten Platz im Big-Air-Weltcup, den siebten Rang im Freestyleweltcup und den sechsten Platz im Slopestyle-Weltcup. Beim Saisonhöhepunkt, den Snowboard-Weltmeisterschaften 2019 in Park City, wurde er Sechster im Slopestyle.
In der Saison 2021/22 erreichte er im Slopestyle in Mammoth mit dem zweiten Platz seine erste Podestplatzierung im Weltcup und zum Saisonende im Park & Pipe-Weltcup sowie im Slopestyle-Weltcup jeweils den achten Platz. Bei den Olympischen Winterspielen 2022 in Peking belegte er den 22. Platz im Slopestyle und den sechsten Rang im Big Air.